# Семенова (Сєровський міський округ)
Семе́нова (рос. Семёнова) — присілок у складі Сєровського міського округу Свердловської області.
Населення — 162 особи (2010, 176 у 2002).
Національний склад населення станом на 2002 рік: росіяни — 96 %.